# 日本国憲法第12条
日本国憲法 第12条（にほんこく〈にっぽんこく〉けんぽう だい12じょう）は、日本国憲法の第3章にある条文で、自由権及び人権を保持する義務、その濫用の禁止について規定し、第11条・第13条とともに、人権保障の基本原則を定めている

## 条文
日本国憲法 - e-Gov法令検索

第十二条この憲法が国民に保障する自由及び権利は、国民の不断の努力によつて、これを保持しなければならない。又、国民は、これを濫用してはならないのであつて、常に公共の福祉のためにこれを利用する責任を負ふ。

## 解説
人権の歴史的演繹から導かれるその性格及び保持に必要な国民の責務をうたう。国民の倫理的指針を示したものである。「権利や自由は主張し行使しなければ取り消される」のであり、よって国民自ら政府から防衛しなければならず、かつ行使する場合は公共の福祉、つまり自分も含めた第三者の利益に適うべきと定めた規定。
「公共の福祉」の意味については争いがある（詳しくは公共の福祉の記事参照）。当初は人権の外にある社会全体の利益を指すと考えられていたが（一元的外在制約説）、この解釈に基づくならば公共の福祉を理由としていかなる人権をも制約することが可能になってしまうため、「人権相互の矛盾を調整するために認められる実質的衡平の原理」として考えられるようになった（一元的内在制約説）。しかし、人権相互の調整原理に限定するのは狭きに失するとの長谷部恭男らによる批判を受け、現在二重の基準説によって　精神的自由（政治的自由を含む）は内在制約的解釈で政府の介入を認めず　経済的自由は、「公共の福祉」に国家的利益や社会的利益を含めて解釈する傾向にある。

## 沿革

### 大日本帝国憲法
なし

### GHQ草案
「GHQ草案」、国立国会図書館「日本国憲法の誕生」。

#### 日本語
第十一条此ノ憲法ニ依リ宣言セラルル自由、権利及機会ハ人民ノ不断ノ監視ニ依リ確保セラルルモノニシテ人民ハ其ノ濫用ヲ防キ常ニ之ヲ共同ノ福祉ノ為ニ行使スル義務ヲ有ス

#### 英語
Article XI.The freedoms, rights and opportunities enunciated by this Constitution are maintained by the eternal vigilance of the people and involve an obligation on the part of the people to prevent their abuse and to employ them always for the common good.

### 憲法改正草案要綱
「憲法改正草案要綱」、国立国会図書館「日本国憲法の誕生」。

第十一此ノ憲法ノ保障スル自由及権利ハ国民ニ於テ不断ニ之ガ保持ニ努ムルト共ニ国民ハ其ノ濫用ヲ自制シ常ニ公共ノ福祉ノ為ニ之ヲ利用スルノ責務ヲ負フコト

### 憲法改正草案
「憲法改正草案」、国立国会図書館「日本国憲法の誕生」。

第十一条この憲法が国民に保障する自由及び権利は、国民の不断の努力によつて、これを保持しなければならない。又、国民は、これを濫用してはならぬのであつて、常に公共の福祉のためにこれを利用する責任を負ふ。

## 関連条文
- 日本国憲法第13条
- 日本国憲法第22条第1項
- 日本国憲法第29条第2項
- 日本国憲法第97条